# Luigi Boccherini
Luigi Rodolfo Boccherini (Lucca, 1743. február 19. – Madrid, 1805. május 28.) az olasz preklasszicista és klasszicista korszak (1760–1820) zeneszerzője, virtuóz csellistája.
Nagyban hozzájárult a vonósnégyes zenei műfajának fejlődéséhez. A két gordonkával játszó vonósötös és a zongoraötös „feltalálójának” számít. Csodálója és követője volt Joseph Haydn stílusának. 91 vonósnégyest és 30 szimfóniát írt. 
- 4,4 MB Op.27. Nr.3. Menüett

| 4,7 Mb Prestissimo az Op62n°4 vonósötösből |

## Életpályája

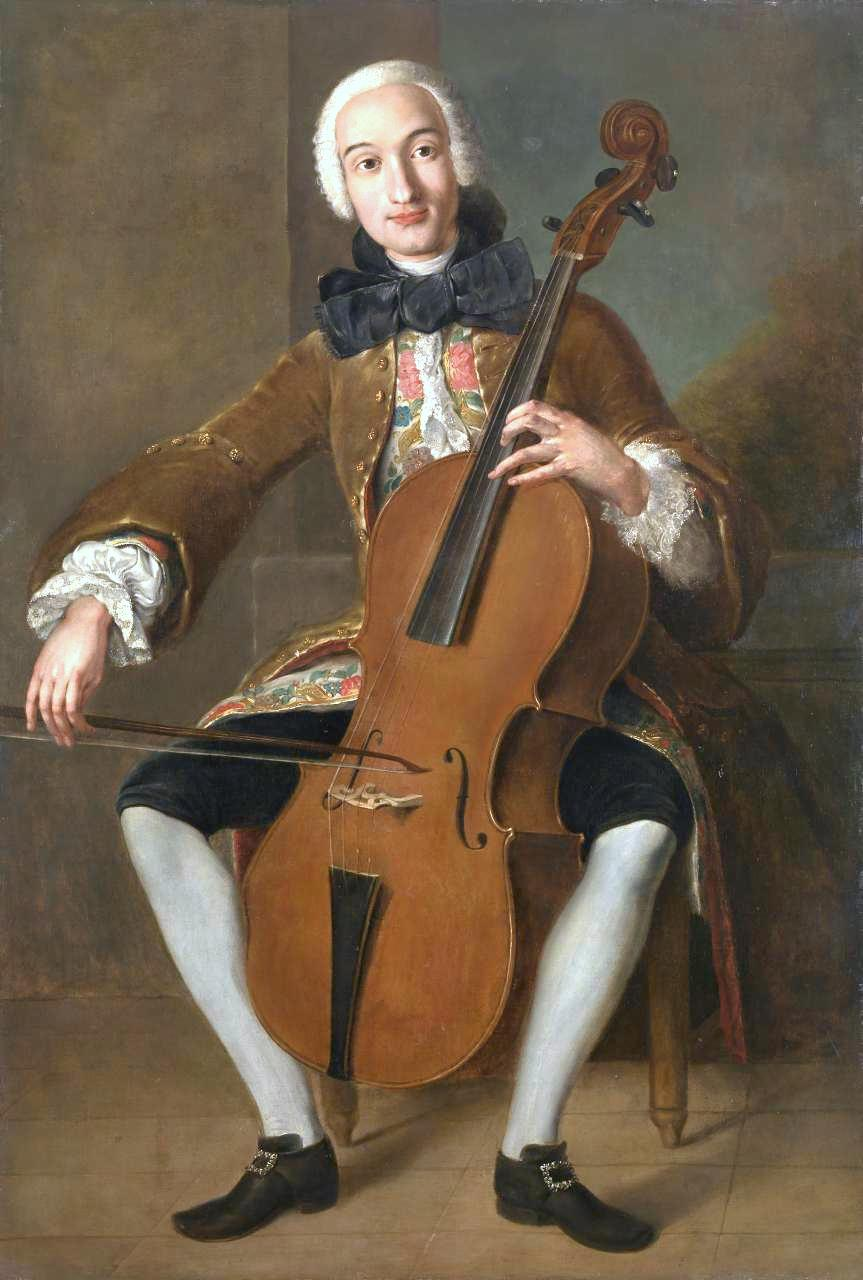
Boccherini csellón játszik. Ismeretlen festő műve

Boccherini művész- és zenészcsaládba született Luccában. Apja nagybőgős volt, fiát gordonkásnak tanította. A fiú gordonkajátéka elkápráztatta környezetét, és már 13 éves korában fellépett. 1756-ban továbbtanulásra Rómába, a Szent Péter-bazilika karmesteréhez küldték. Hangversenyt adott Bécsben Mária Terézia udvaránál, látogatást tett Sammartininél Milánóban. Visszatért Luccába, ahol a helyi színházi zenekarban játszott. Ekkor már komponált, Luccában két oratóriumát és egy operáját is bemutatták. Vonósnégyest alakított Filippo Manfredivel, a kiváló hegedűssel. 1766-ban hangversenykörútra indult Manfredivel Észak-Itáliába, Bécsbe és Párizsba. A nagy sikerek meghozták gyümölcsüket: a párizsi spanyol követ ajánlására 1769-től a madridi udvar zeneszerzője lett. Ebben az időszakban főleg vonósnégyeseket és vonósötösöket írt. Vonóskvintettjeiben két gordonkát szerepeltetett. Gordonkaversenyei többségét ekkor már megírta.
1787-ben II. Frigyes Vilmos porosz királynak ajánlotta egyik művét, aki ezért udvarába hívta udvari zeneszerzőnek. Ezt a tisztséget 1797-ig töltötte be. Itt csak urának komponálhatott, ez a magyarázata, miért nem lett Európa-szerte híres. Ezután élete végéig Madridban élt, egyre fokozódó nyomorban. Szerény ember volt, nem volt üzletember, csak a művészetnek élt. Betegsége miatt a koncertezéssel fel kellett hagynia, némi jövedelemre darabjainak gitárra való átírásával tudott szert tenni. Egy utolsó fellángolást Lucien Bonaparte francia követ, Napóleon testvére Madridba érkezése hozott számára, akinek darabokat komponált. Szerény körülmények között halt meg 1805-ben.

## Művei

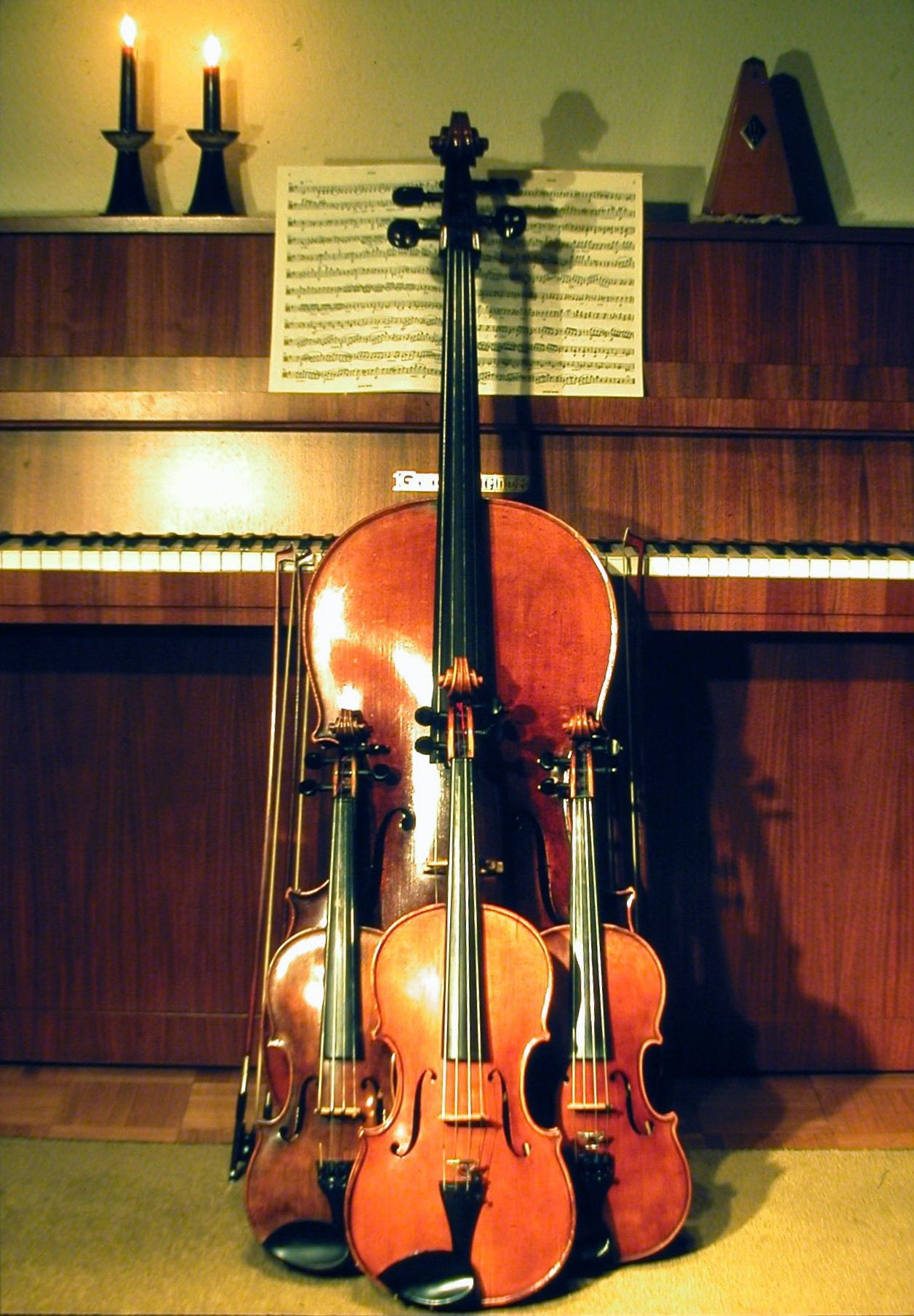
Zongoraötös

Körülbelül 500 műve között szimfóniák, csellóversenyek, hárfaötösök, egyéb kamarazenei és egyházi zeneművek mind megtalálhatóak. Művei kantábilisek, virtuóz hangszerkezeléssel és kiváló formaérzékkel íródtak.
Elsősorban kamarazenéje ismert, szimfóniáit kevésbé játsszák. 
Zenekari művei:
- Gordonkára: 11 versenymű, 27 szonáta, 1 duó
- Hegedűre: 13 duó
- Hegedűre és zongorára: 6 szonáta
- Vonóstrió: 42
- Ötösök: 179 különböző hangszerekre
- 19 szextett és oktett
- 29 szimfónia

Vokális művei:
- Több oratórium, egyházi és lírai mű, köztük egy Stabat Mater

## Filmzeneként
A következő filmekben hallhattuk Boccherini zenéjét:
- 1933 – Lady for a Day (1933)[2]
- 1955 – The Ladykillers[3]
- 1984 – Tarzan[4]
- 1994 – Ace Ventura: Pet Detective[5]
- 2003 – A „Master and Commander” (Kapitány és katona) című filmben a „Musica Notturna delle Strade di Madrid, nº 6, op. 30” hallható

## Hallgassuk meg!
- Nem tudod lejátszani a fájlt? Olvasd el a Wikipédia:Médiafájlok lapot.